# 649 a.C.

## Nascimentos
- Josias,[Nota 1] filho de Amom e Jedida, filha de Adaías de Bozcate. Ele começou a reinar quando fez oito anos, em 641 a.C.[1]